# 아테네 올림픽 스타디움
아테네 올림픽 스타디움(그리스어: Ολυμπιακό Στάδιο Αθηνών)은 그리스 아테네에 위치한 경기장으로 아테네 올림픽 스포츠 컴플렉스의 일부분이다. 스피로스 루이스 스타디움으로도 불리는데, 이 이름은 1896년의 최초의 근대 올림픽의 마라톤 우승자의 이름을 딴 것이다.
이 경기장은 2004년 하계 올림픽에서 육상 경기와 축구 결승전을 열었다. 또한 2004년 8월 13일의 개막식과 8월 29일의 폐막식이 이 곳에서 열렸다. 경기장의 관중 기록은 74,473명인데, 원래는 올림픽 기간에 72,000명의 수용이 가능하도록 지어졌지만 축구 결승전을 할 때에는 트랙 부분에도 관중석을 설치할 수 있기 때문에 이런 결과가 나왔다.
경기장은 1979년에 시작되어서 1980년부터 1982년까지 건설되었다. 경기장은 제 때에 완공되어 1982년 유럽 육상선수권대회를 개최할 수 있었다. 경기장은 1982년 9월 8일에 그 당시의 그리스 대통령인 콘스탄틴 카라만리스에 의해 개막되었다.
또한 올림픽 스타디움에서 1991년의 지중해 게임이 열렸고 1996년 하계 올림픽의 그리스 개최가 무산된 후에 1997년 세계 육상선수권대회를 개최하였다.
올림픽 스타디움은 아테네의 주요 축구 클럽인 올림피아코스와 파나티나이코스, AEK 아테네 이렇게 세팀의 홈구장으로서 자주 사용되었다. 파나티나이코스는 2005년부터 홈경기장으로 사용해왔다. 2007-08시즌을 시작하면서 파나티나이코스가 새 경기장인 보타니코스 아레나가 완공될 때까지 이전에 사용했던 아포스톨로스 니콜라이디스 경기장으로 옮겨갔다. 하지만 파나티나이코스는 여전히 유럽 대회에서는 올림픽 스타디움을 홈경기장으로 사용하고 있다.
올림픽 스타디움은 UEFA 챔피언스리그 2006-07 결승전을 개최하였는데, 2007년 5월 23일에 AC 밀란과 리버풀 FC과의 경기로 밀란이 2-1로 승리하였다. 또한 1994년의 챔피언스리그 결승전(역시 AC 밀란이 우승함)과 1983년에 함부르크와 유벤투스와의 유러피언 컵 결승전(함부르크가 1-0으로 승리)도 개최하였고, 1987년의 UEFA 컵 위너스컵 결승전(아약스가 우승함)도 올림픽 스타디움에서 열렸다.

## 기록

### 1994 UEFA 챔피언스리그 결승전
| 날짜            | 팀 1    | 스코어 | 팀 2          | 라운드 |
| --------------- | ------- | ------ | ------------- | ------ |
| 1994년 5월 26일 | AC 밀란 | 4 - 0  | FC 바르셀로나 |        |

### 2002년 FIFA 월드컵 유럽 지역 예선
| 날짜            | 팀 1   | 스코어 | 팀 2     | 라운드 |
| --------------- | ------ | ------ | -------- | ------ |
| 2000년 10월 7일 | 그리스 | 1 - 0  | 핀란드   | 8조    |
| 2001년 3월 28일 | 그리스 | 2 - 4  | 독일     | 8조    |
| 2001년 6월 6일  | 그리스 | 0 - 2  | 잉글랜드 | 8조    |

### 2004년 하계 올림픽 축구 남자
| 날짜            | 팀 1       | 스코어 | 팀 2     | 라운드 |
| --------------- | ---------- | ------ | -------- | ------ |
| 2004년 8월 28일 | 아르헨티나 | 1 - 0  | 파라과이 | 결승   |

### 2007 UEFA 챔피언스리그 결승전
| 날짜            | 팀 1    | 스코어 | 팀 2      | 라운드 |
| --------------- | ------- | ------ | --------- | ------ |
| 2007년 5월 23일 | AC 밀란 | 2 - 1  | 리버풀 FC |        |

## 같이 보기
- 아테네 올림픽 스포츠 콤플렉스